# 坎普頓 (喬治亞州)
坎普頓（英語：Campton）是位於美國喬治亞州沃爾頓縣的一個非建制地區。該地的面積和人口皆未知。

## 地理
坎普頓的座標為33°52′18″N 83°43′13″W / 33.87167°N 83.72028°W，而該地的平均海拔高度為282米（即925英尺）。